# هجوم كرافيتشا (1993)
هجوم كرافيتشا كان هجوما على قرية كرافيتشا من صرب البوسنة والهرسك من قبل جيش جمهورية البوسنة والهرسك من جيب سريبرينيتشا في يوم عيد الميلاد الأرثوذكسي 7 يناير 1993. خلال حرب البوسنة والهرسك كان جيب سريبرينيتشا محاصرا من قبل القوات الصربية التي نادرا ما سمحت بدخول المساعدات الإنسانية إلى المنطقة مما تسبب في الجوع ونقص الأدوية بين سكان سريبرينيتشا. يُزعم أن جيش جمهورية البوسنة والهرسك هاجم من بين أهداف أخرى من أجل العثور على الطعام ولكن أيضا للحصول على أسلحة وذخيرة ومعدات عسكرية. تم تنظيم الهجوم بالتزامن مع عيد الميلاد الصربي الأرثوذكسي وترك الصرب غير مستعدين لأي هجوم.
قُتل في الهجوم على الجانب الصربي 43-46 شخصا: 30-35 قرويا مسلحا و 11-13 مدنيا. كان هناك ناج واحد تصادف وجوده في حفرة المياه الرئيسية الخاصة به. الحدث لا يزال يتسم بالجدل. زعمت جمهورية صرب البوسنة أن جميع المنازل قد أحرقت بشكل منهجي من قبل جماعة البوشناق المسلحة لكن لم يكن بالإمكان التحقق من ذلك بشكل مستقل أثناء محاكمة ناصر أوريتش من قبل المحكمة الجنائية الدولية ليوغوسلافيا السابقة حيث خلص القضاة إلى أن العديد من المنازل قد دمرت بالفعل أثناء الحرب. أدت الخسائر في الأرواح بين المدنيين في القرية إلى مزاعم من قبل صربيا بأن القوات البوسنية ارتكبت مذبحة. تمت تبرئة أوريتش من التهم المتعلقة بجرائم القتل وبعد ذلك تمت تبرئته من جميع التهم في الاستئناف.

## المقدمة
في أبريل 1992 في محاولة لربط الأراضي التي يسيطر عليها الصرب في البوسنة والهرسك وتعرض شرق البوسنة والهرسك بما في ذلك بلدتي سريبرينيتشا وبراتوناك لهجوم شنته القوات الصربية وصرب البوسنة. تمكن الصرب من الاستيلاء على براتوناك في 17 أبريل وسريبرينيتشا نفسها في 18 أبريل 1992 والتي أعقبتها مذابح واسعة النطاق في أوائل مايو. ومع ذلك في أوائل مايو 1992 تمكنت مجموعة فضفاضة من القوات البوسنية بقيادة ناصر أوريتش - قائد الشرطة المحلية - من طرد القوات الصربية البوسنية من سريبرينيتشا وإقامة المدينة باعتبارها جيبا تسيطر عليه الحكومة البوسنية محاطا بأراضي يسيطر عليها الصرب.
لكن سريبرينيتشا ظلت محاصرة وفي حالة شبه مجاعة وكانت القرى والبلدات البوسنية حول سريبرينيتشا تتعرض لهجوم مستمر من قبل القوات الصربية مما أدى إلى إغراق المدينة باللاجئين. نشر المعهد البوسني في المملكة المتحدة قائمة تضم 296 قرية دمرتها القوات الصربية حول سريبرينيتشا قبل ثلاث سنوات من الإبادة الجماعية وفي الأشهر الثلاثة الأولى من الحرب (أبريل - يونيو 1992):
وبحسب حكم محاكمة ناصر أوريتش:

## الهجوم
في 7 و 8 يناير 1993 هاجم جنود الحكومة البوسنية قرية كرافيتشا التي يقطنها الصرب. كانت القوات من عدد من القرى داخل جيب سريبرينيتشا. وقت الهجوم كان في كرافيتشا عدد من حراس القرية وبعض المدنيين الصرب. وتشير الأدلة إلى أنه كان هناك أيضا وجود عسكري صربي في المنطقة. قوبل الهجوم بالمقاومة. وأطلق الصرب نيران المدفعية على البوشناق من منازل ومباني أخرى. وأضرمت النيران في منازل في المنطقة. تم تدمير الممتلكات على نطاق واسع. ومع ذلك فإن الأدلة غير واضحة فيما يتعلق بعدد المنازل التي دمرها البوشناق بشكل تعسفي على عكس الأسباب الأخرى.
أظهرت نظرة ثاقبة على التوثيق الأصلي لجيش جمهورية صرب البوسنة أن عدد الضحايا العسكريين يفوق عدد الضحايا المدنيين بشكل كبير. الوثيقة التي تحمل عنوان «ممر حرب لواء براتوناك» تضع عدد الضحايا العسكريين في 35 قتيلا وبلغ عدد الضحايا المدنيين في الهجوم أحد عشر. وتقدر مصادر أخرى الضحايا بـ 43 قتيلا من بينهم ما لا يقل عن 13 مدنيا.

## فيما بعد

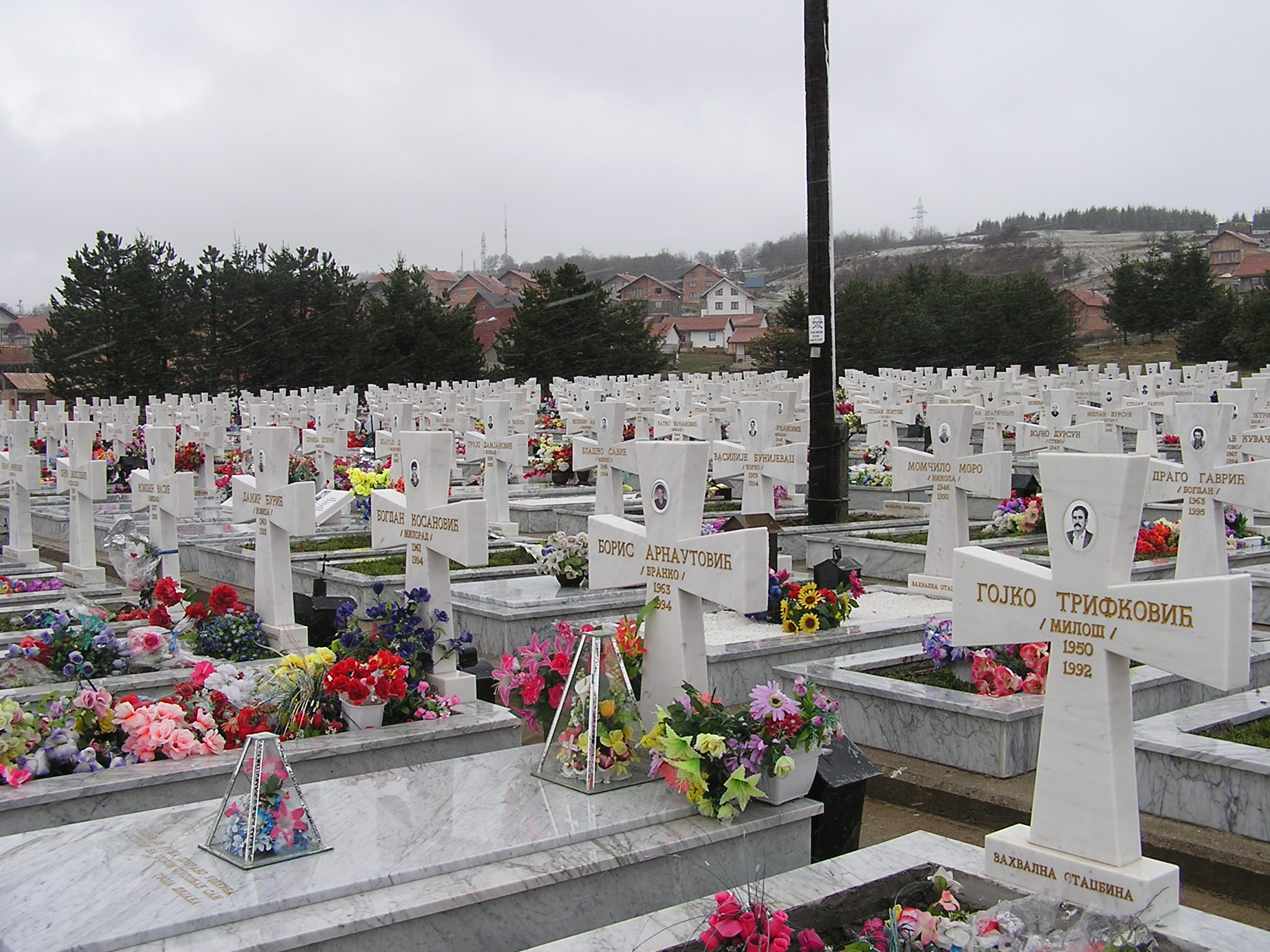
مقبرة صربية لضحايا الحرب المدنيين.

بعد وقت قصير من الهجوم على كرافيتشا شنت القوات الصربية هجوما كبيرا أدى إلى إعلان الأمم المتحدة سريبرينيتشا «منطقة آمنة» حيث كان يختبئ عدد كبير من القوات الحكومية البوسنية تحت قيادة ناصر أوريتش.
وصل الجدل حول طبيعة وعدد الضحايا إلى ذروته في عام 2005 في الذكرى العاشرة للمجزرة. وطبقا لهيومن رايتس ووتش فإن الحزب الراديكالي الصربي القومي المتطرف «شن حملة شرسة لإثبات أن البوشناق قد ارتكبوا جرائم ضد آلاف الصرب في المنطقة» والتي «كانت تهدف إلى التقليل من أهمية جريمة يوليو 1995».
في عام 2006 مثل أوريتش أمام المحكمة الابتدائية للمحكمة الجنائية الدولية ليوغوسلافيا السابقة في هولندا بتهمة ارتكاب عدد من الجرائم بما في ذلك (فيما يتعلق ب كرافيتشا) التدمير العشوائي وإلحاق الضرر بالبنية التحتية المدنية بما يتجاوز عالم الضرورة العسكرية. تمت تبرئته من هذا وعدد من التهم الأخرى في عام 2006 وبرأته محكمة الاستئناف من جميع التهم في عام 2008.
بعض الصرب بما في ذلك رئيس جمهورية صرب البوسنة ميلوراد دوديك استشهدوا بهجوم كرافيتشا كمبرر لسريبرينيتشا.

## النتائج القانونية
يشير الحكم في القضية المرفوعة ضد أوريتش إلى أن كرافيتشا كانت قاعدة عسكرية شن الصرب منها هجمات مميتة على القرى المجاورة للمسلمين البوسنيين ومدينة سريبرينيتشا نفسها. وجاء الهجوم المضاد البوسني على كرافيتشا في 7 يناير 1993 نتيجة للحصار الصربي للمساعدات الإنسانية والهجمات المستمرة على القرى المسلمة البوسنية المجاورة. كان ذلك ردا على الهجمات الصربية السابقة التي وقعت في ديسمبر 1992.
كما أكد الحكم أن اللاجئين البوسنيين في الجيب المحاصر بدأوا يموتون من الجوع الناجم عن الحصار الصربي للمساعدات الإنسانية. نتيجة لذلك اضطر البوشناق إلى شن هجوم مضاد على القواعد العسكرية الصربية حول سريبرينيتشا للحصول على الغذاء الضروري والضروريات الأخرى للبقاء على قيد الحياة: